# Scaphosepalum bicristatum
Scaphosepalum bicristatum är en orkidéart som beskrevs av Carlyle August Luer. Scaphosepalum bicristatum ingår i släktet Scaphosepalum och familjen orkidéer.
Artens utbredningsområde är Colombia. Inga underarter finns listade i Catalogue of Life.